# ファングボーン
「ファングボーン」（Fangbone!）は、カナダのテレビアニメである。カナダおよびアメリカ合衆国では2014年5月4日に放映を開始し、2017年1月22日に放映終了した。
本作は、現代の世界を舞台に、スカルバニア出身の少年・ファングボーンとその相棒の小学生・ビルの戦いや日常生活を描いたアニメである。

## 登場人物
※括弧内は日本語吹替版の声優。
ファングボーン
声 - テイラー・アブラハムス（飯塚雅弓）
本作の主人公。
ビル
声 - コリン・ドイル（松本沙羅）
ファングボーンの相棒。
ドゥルール
声 - フアン・シオラン（赤城進）
ジリアン先生
声 - キャスリーン・ラスキー（新谷真弓）
ビルの母
声 - ステイシー・デパ（河原木志穂）
トゥインクル・スティック
声 - マイク・キシュ（宮本誉之）
セレナ
声 - デニス・オリバー（渡辺弥咲）
エディ
声 - テイシー・デパ（柚木尚子）
メロディカ
声 - マイリ・バブ（柚木尚子）
永遠のアヒル
声 - スティーヴン・マクハティ（佐久間元輝）
スティシー
声 - テイシー・デパ（藤野彩水）
ロバート・トベア
声 - マット・バラム（小林志保）